# Szilárd Keresztes

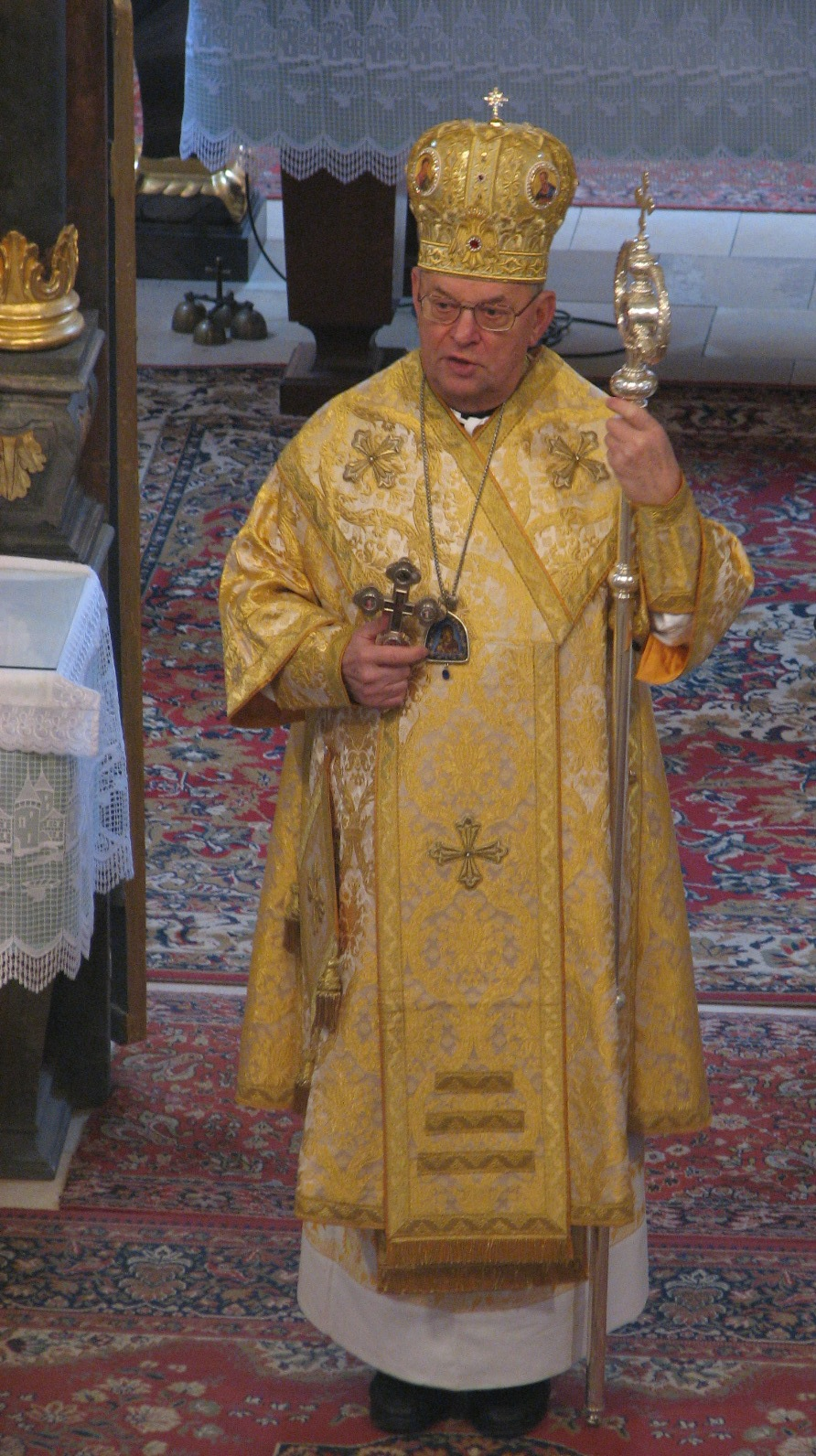
Szilárd Keresztes

Szilárd Keresztes (* 19. Juli 1932 in Nyíracsád, Königreich Ungarn; † 13. August 2025 in Nyíregyháza) war ein ungarischer griechisch-katholischer Geistlicher und Bischof von Hajdúdorog.

## Leben
Szilárd Keresztes wurde 1932 in der ungarischen Großgemeinde Nyíracsád im historischen Komitat Szabolcs geboren.
Am 7. August 1955 empfing er im Alter von 23 Jahren durch Bischof Miklós Dudás OSBM das Sakrament der Priesterweihe für die Eparchie Hajdúdorog.
Am 7. Januar 1975 ernannte ihn Papst Paul VI. zum Weihbischof in Hajdúdorog und zum Titularbischof von Chunavia. Der Bischof von Hajdúdorog, Imre Timkó, spendete ihm am 8. Februar desselben Jahres in der Nikolauskirche von Nyíregyháza die Bischofsweihe Mitkonsekratoren waren Joakim Segedi, Weihbischof in Križevci, und József Cserháti, Weihbischof in Pécs.
Am 30. Juni 1988 ernannte ihn Papst Johannes Paul II. zum Bischof von Hajdúdorog und zum Apostolischen Administrator des Apostolischen Exarchats Miskolc.
Am 10. November 2007 nahm Papst Benedikt XVI. seinen altersbedingten Rücktritt an. Seinem Nachfolger Fülöp Kocsis spendete er im folgenden Jahr die Bischofsweihe.
Szilárd Keresztes starb im Alter von 93 Jahren im Priesteraltersheim István Seregély in Nyíregyháza.